# Јацек Кшиновек
Јацек Кшиновек (пољ. Jacek Krzynówek; Камјењск, 15. мај 1976) бивши је пољски фудбалер који је играо на позицији везног играча.

## Клупска каријера
Кшиновек је своју каријеру почео у Хшановицу. Године 1994. прешао је у Радомско где је играо две сезоне, а затим је прешао у Раков Ченстохова где је одиграо једну сезону. Тада је прешао у ГКС Белхатов који је се пласирао у Екстракласу у сезони 1997/98. Клуб није успео да се задржи у највишем рангу, па је Кшиновек напустио Белхатов.
Кшиновек је 1999. године постао члан Нирнберга и одмах се усталио као стандардни првотимац одигравши 70 утакмица и постигавши 10 голова у прве две сезоне док се клуб налазио у 2. Бундеслиги. Године 2002. допринео је промоцији Нирнберга у Бундеслигу и проглашен је за најбољег левог везног у 2. Бундеслиги. Већи део сезоне 2002/03. пропустио је због повреде.
Као резултат добре форме и добрих партија, потписао је уговор са Бајером. У сезони 2004/05. био је један од најбољих играча Леверкузена у тандему са Андријем Вороњином и Димитром Бербатовим. Постигао је значајан гол са дистанце против Реал Мадрида у групној фази Лиге шампиона 2004/05. Бајер Леверкузен је тај меч добио резултатом 3:0 и групну фазу завршио као првопласирани.
До краја каријере играо је још за Волфсбург и Хановер 96.

## Репрезентативна каријера
За репрезентацију Пољске дебитовао је 10. новембра 1998. године против Словачке. У јесен 2003. играо је у кључним утакмицама квалификација за Европско првенство 2004. када Пољска није остварила жељени резултат. Током квалификација за Светско првенство 2006. играо је у најважнијим утакмицама за Пољску и допринео пласману Пољске на завршни турнир у Немачкој.
Кшиновек је био кључни играч у квалификацијама за Европско првенство 2008. где је постигао четири гола; три против Азербејџана и гол за изједначење у 87. минуту против Португалије.